# 시티 오브 엔젤
《시티 오브 엔젤》(영어: City Of Angels)은 1987년에 개봉한 독일 영화 베를린 천사의 시를 리메이크한 영화이다.

## 한국어 더빙 성우진(KBS) (2000년 12월 25일)
- 이정구 - 세스(니콜라스 케이지)
- 송도영 - 매기(멕 라이언)
- 황원 - 메신져(데니스 프랜즈)
- 오세홍 - 조든(콜름 피오)
- 김준 - 카지엘(앤드리 브라우어)
- 최문자 - 앤(로빈 바틀릿) / 수잔의 엄마(론다 닷슨) / 차안의 여자(로리 존슨)
- 이연희 - 메신져의 아내(조안나 멀린) / 죽은 환자의 아내(데어드르 오코넬)
- 조진숙 - 메신져의 딸(투디 로체) / 수잔(사라 댐프)
- 오수경 - 죽은 환자의 딸(킴 머피)
- 김정주 - 병원 안의 아이(알렉산더 굴드)
- 홍승섭 - 차안의 남자(존 푸치) / 편의점 직원(알렉산더 포크)
- 서광재 - 항공 교통 관제사(제이 패터슨)
- 오인성 - 의사(앤드류 프랑켈)
- 변영희 - 절도범(레인보우 보든)